# Груси
Груси (гурунси, грунши) — группа народов в Западной Африке. Проживают на севере Ганы между реками Чёрная Вольта и Белая Вольта, а также в Буркина-Фасо между реками Чёрная Вольта и Красная Вольта, вплоть до окрестностей г. Кудугу. Общая численность — около 850 тысяч человек, из которых 400 тысяч проживает в Гане.
Говорят на языках группы груси (гурумси, гурунги) семьи гур, включаемой в нигеро-конголезскую макросемью.
Многие придерживаются традиционных верований, часть — исповедуют ислам (суннизм) и христианство (протестантизм).
Занимаются скотоводством, а также земледелием, выращивая такие культуры, как сорго, кукуруза, арахис, фомио, фасоль, сладкий батат, рис, ямс. Выражено разделение труда: женщины занимаются посевом и уборкой, а мотыжение и расчистка от кустарника производятся мужчинами. Деревни окружены сплошными массивами из полей и огородов, в лесах поля занимают отдельные участки. Распространено также отходничество в южные районы Ганы на плантации какао.